# Gouvernementsblad van de Kolonie Suriname

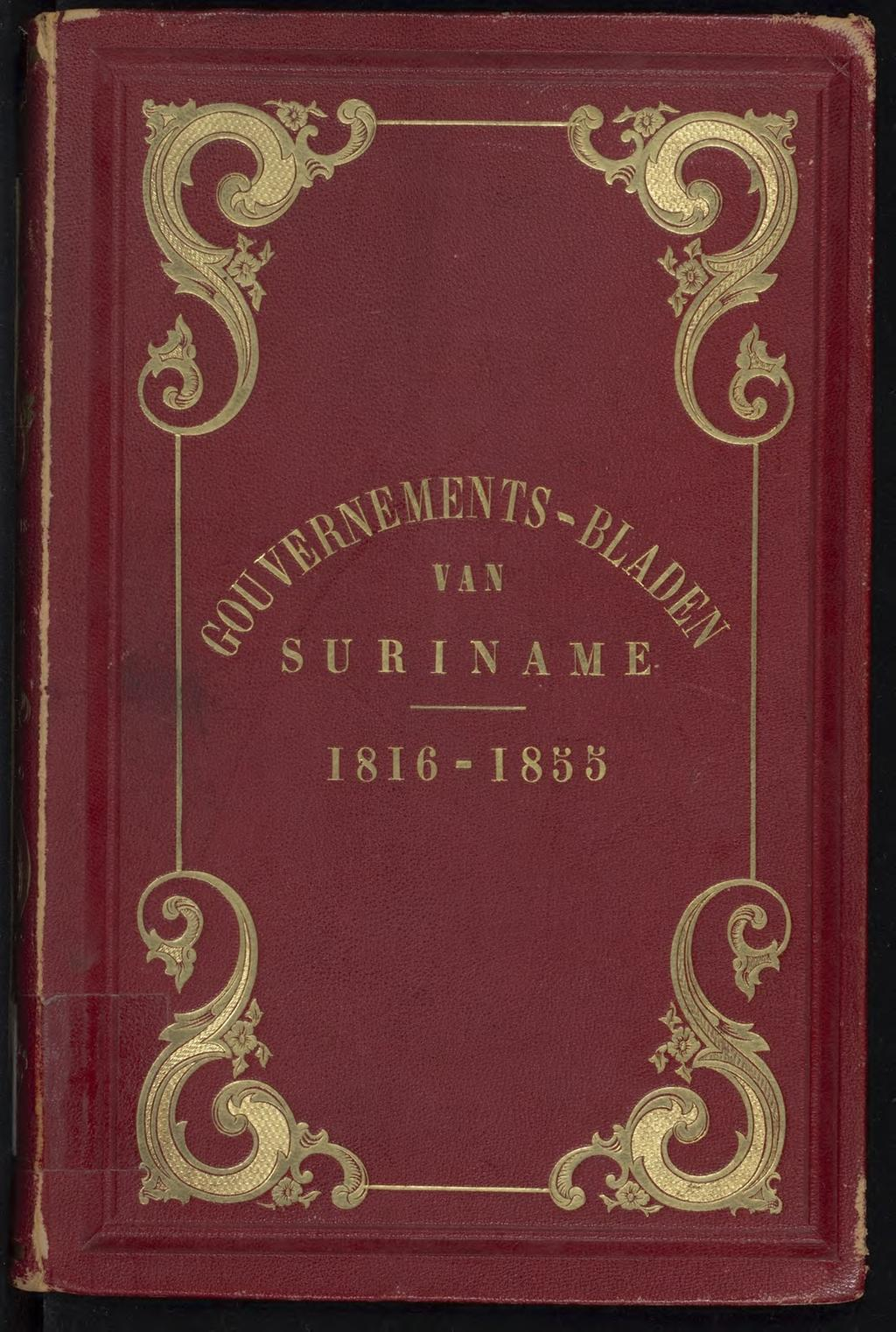
Gebundelde uitgave van de gouvernementsbladen van Suriname van 1816 tot 1855 uitgegeven door H. Nijgh

Het Gouvernementsblad van de Kolonie Suriname (na 1936 Gouvernementsblad van Suriname) was een krant waarin officiële bepalingen werden afgekondigd en mededelingen werden gedaan voor de kolonie Suriname. Het blad werd officieel ingesteld op 26 februari 1817, maar het eerste nummer verscheen op 27 februari 1816 met de proclamatie van het ontslag van de Britse macht. Het laatste nummer verscheen op 24 november 1975. Na de onafhankelijkheid in 1975 verschijnen wetten in het Staatsblad van de Republiek Suriname.
Gouverneurs in West-Indië moesten het Departement van Koloniën in Den Haag in kennis stellen van alle door hen genomen besluiten. Deze (extract-)besluiten werden opgetekend in registers, welke Gouvernementsjournalen werden genoemd.
In 1852 werd het Surinaamsche Courant en Gouvernements Advertentieblad opgericht, een particulier nieuwsblad met daarin een officieel gedeelte. In 1885 ontstond hieruit het Gouvernements Advertentieblad, als een officiële uitgave van het gouvernement van Suriname.
Er zijn verschillende malen bundels uitgebracht. De eerste bundel verscheen in 1837 voor de afdeling Paramaribo van de Maatschappij tot Nut van 't Algemeen. Een in 1856 verscheen een uitgave bij H. Nijgh.

## Archieven en registers
- Digitale scans 1854-1950
- Alfabetisch Register op het Gouvernementsblad van Suriname 1816-1958, 1959, Maarten de Niet